# 문원초등학교
문원초등학교(文原初等學校)는 대한민국 경기도 과천시에 있는 공립 초등학교이다.

## 학교 연혁
- 1981. 01. 31. 문원국민학교 설립 인가
- 1982. 09. 01. 초대 전윤연 교장선생님 취임
- 1983. 03. 01. 병설유치원 개원
- 1985. 02. 14. 제1회 졸업식(217명)
- 1986. 09. 11. 교실 55개 준공
- 1991. 10. 26. 별관 교실 9개 준공
- 1993. 10. 01. 급식소 준공
- 2021. 01. 08. 제37회 졸업(221명)
- 2021. 03. 02. 59학급 편성(1,637명), 유치원 3학급
- 2021. 09. 01. 제14대 한경애 교장선생님 취임

## 참고 자료
- 문원초등학교 - 한국교육학술정보원 학교알리미